# Adra (Spania)
Adra este un municipiu în provincia Almería, Andaluzia, Spania cu o populație de 22.034 locuitori.